# イラストレーションファイル
イラストレーションファイルは玄光社が発売している日本で活躍するイラストレーターを紹介したイラストレーション年鑑である。広告制作者、出版関係者、キャラクタービジネス関係者向けの専門誌で、イラストやイラストレーターの詳細情報が掲載されている。玄光社が発売するイラストレーション（雑誌）の年鑑版。アナログ、デジタルの違いは2009年から無くなり50音順となり上・下２巻となった。